# Oldoino Multedo

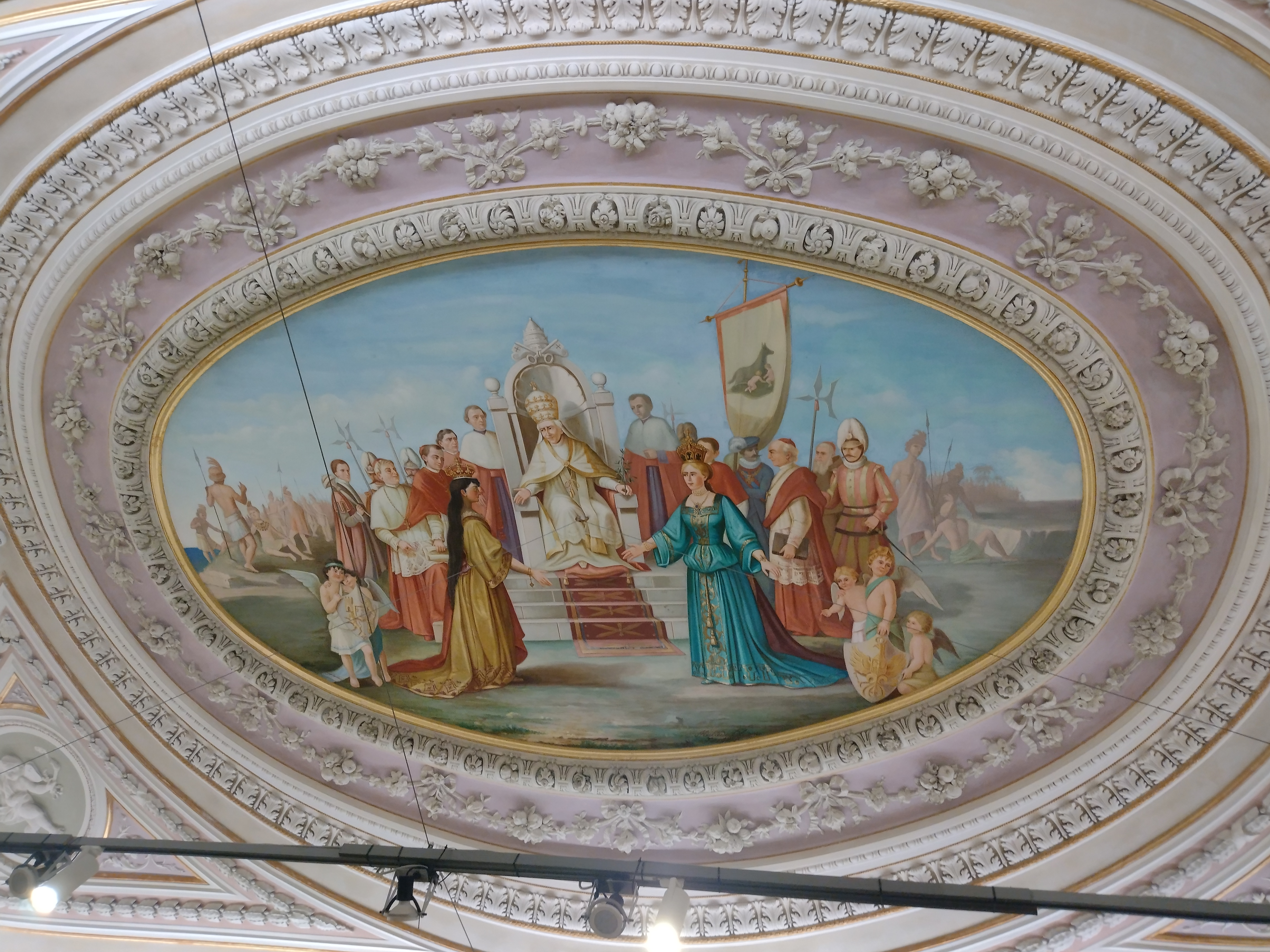
"Arbitrato di Leone XIII tra Germania e Spagna", Villa Durazzo-Pallavicini.

Oldoino Multedo (Genova, ... – ...; fl. XIX-XX secolo) è stato un pittore italiano.

## Biografia
Fu attivo nell'area di Genova, della riviera ligure e del suo entroterra tra la seconda metà del XIX secolo e gli inizi del XX. Il suo stile si allineava al filone storico-puristico dell'arte romantica e nelle sue opere, che siano affreschi che oli su tela si rifanno ai modi rinascimentali e anche barocchi.
Tra le sue opere principali si può ricordare l'affresco del 1887 dell'Arbitrato di Leone XIII tra Germania e Spagna presso la Villa Durazzo-Pallavicini a Pegli, Genova, voluto dalla famiglia Durazzo-Pallavicini per rendere omaggio a Giacomo Dalla Chiesa, il futuro Benedetto XV, parente per parte materna, che aveva partecipato alla mediazione pontificia del contenzioso, noto come "questione delle Caroline", tra il regno di Spagna e l'impero Tedesco per le isole Caroline e Palau nel 1885.
Sono da ricordare anche gli affreschi dedicati ai santi francescani nella chiesa della Santissima Annunziata di Portoria in una delle cappelle laterali, e l'affresco della volta dell'oratorio della chiesa di Santa Chiara a Bogliasco, realizzato da Multedo a fine XIX secolo e gravemente danneggiato per una forte tempesta di libeccio nel 2016 ed il cui recupero venne terminato nell'estate 2023.
Di Multedo è anche il ritratto, conservato nella pinacoteca dei Cappuccini di Voltaggio, di padre Pietro Repetto, a cui si deve la nascita stessa della pinacoteca.